# 9377 Metz
9377 Metz eller 1993 PJ7 är en asteroid i huvudbältet som upptäcktes den 15 augusti 1993 av den belgiske astronomen Eric W. Elst vid CERGA-observatoriet. Den är uppkallad efter den franska byn Metz.